# Дормілон масковий
Дорміло́н масковий (Muscisaxicola maclovianus) — вид горобцеподібних птахів родини тиранових (Tyrannidae). Мешкає в Південній Америці та на Фолклендських островах.

## Опис

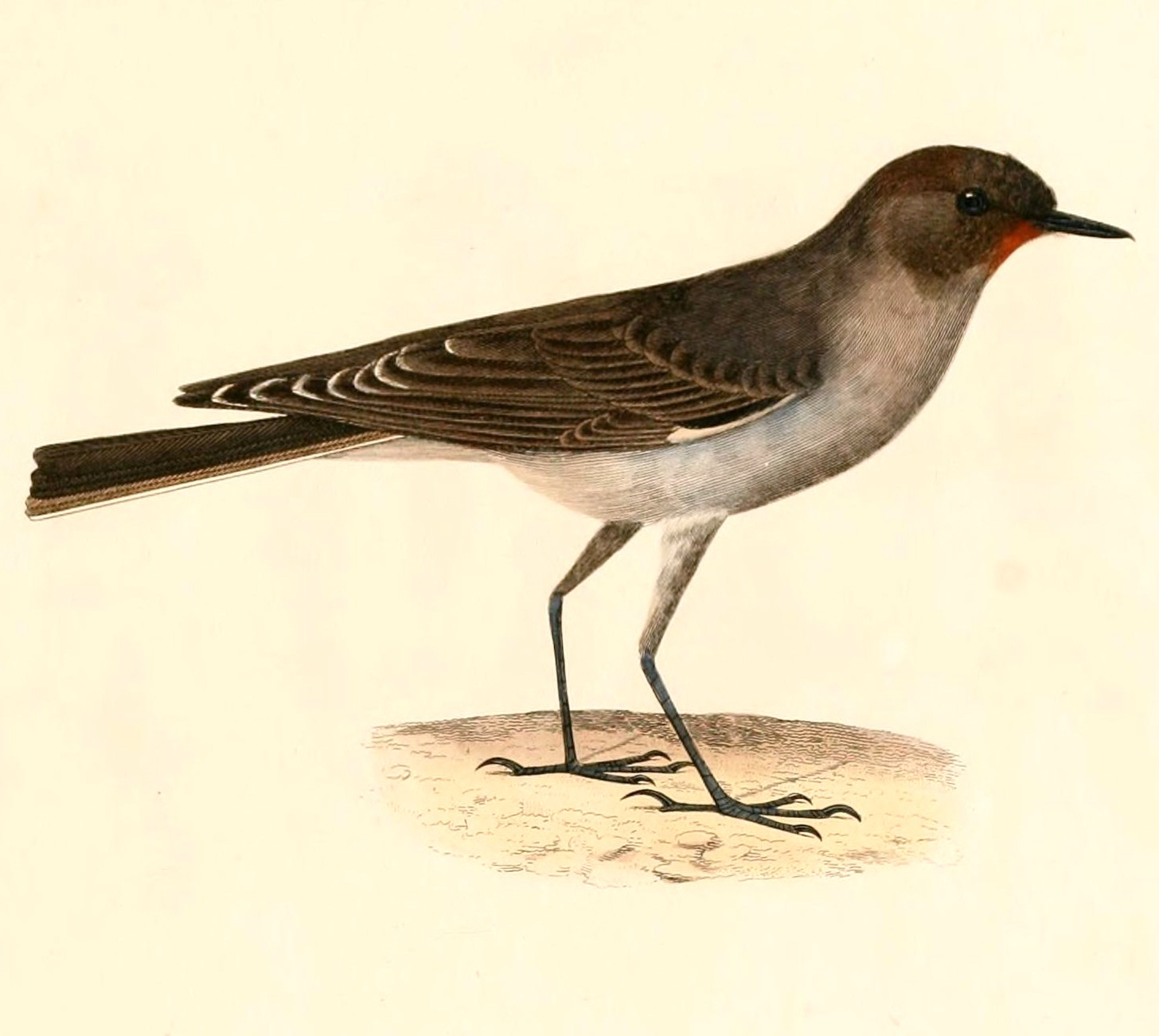
Масковий дормілон

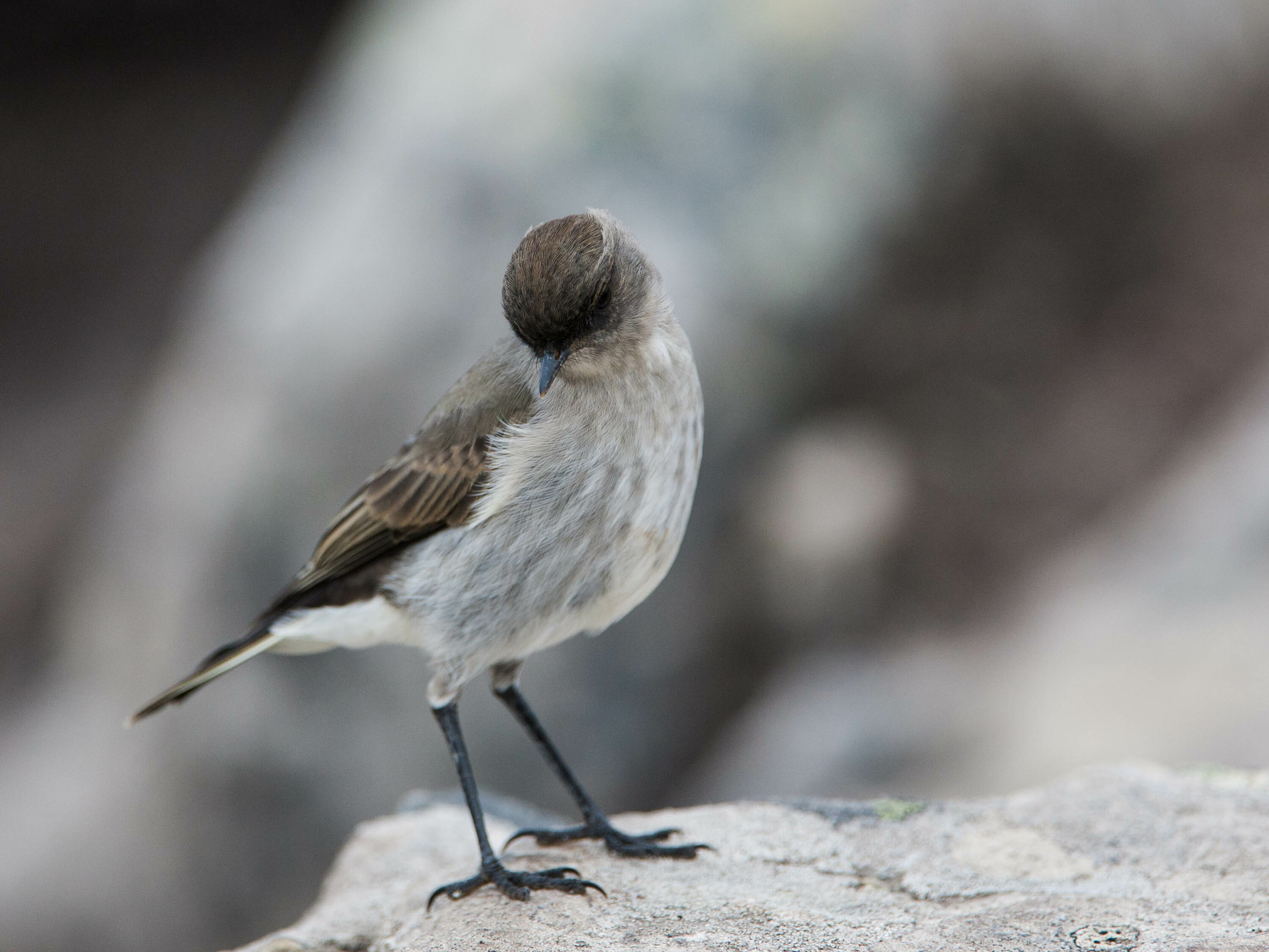
Масковий дормілон (Порт-Стенлі, Фолклендські Острови)

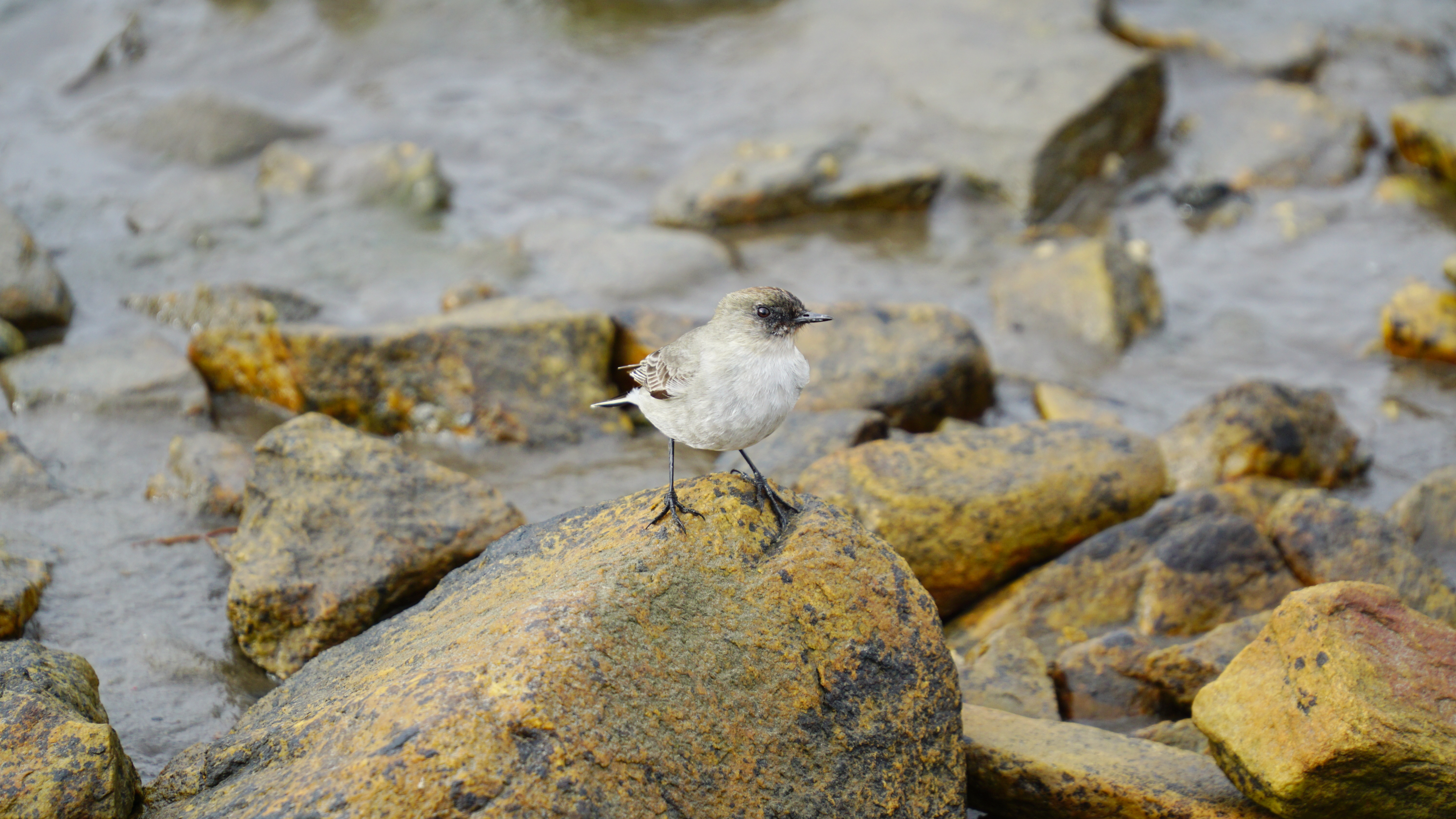
Масковий дормілон

Довжина птаха становить 16 см. Самці дещо більші за самиць. Верхня частина тіла темно-сіро-коричнева, нижня частина тіла світло-сіра. Голова бура, обличчя чорнувате. Надхвістя і хвіст чорні, крайні стернові пера білі. Дзьоб і лапи чорні. представники підвиду M. m. maclovianus мають більші розміри і сіріше забарвлення. ніж представники підвиду M. m. mentalis. Голос — тихий щебет.

## Підвиди
Виділяють два підвиди:
- M. m. mentalis d'Orbigny & Lafresnaye, 1837 — південна Аргентина і південне Чилі;
- M. m. maclovianus (Garnot, 1826) — Фолклендські острови.

## Поширення і екологія
Маскові дормілони гніздяться на півдні Аргентини і Чилі, в Патагонських Андах і на Вогняній Землі, а також на Фолклендських островах. Континентальні популяції взимку мігрують на північ, до Уругваю і західного Перу. Популяції Фолклендських островів є осілими.
Маскові дормілони живуть на луках, пасовищах та інших відкритих місцевостях, на болотах, полях і морських узбережжях. Зустрічаються на висоті до 1200 м над рівнем моря, поодинці або парами, іноді невеликими зграйками. Живляться комахами. Гніздо робиться з трави і корінців, встелюється пір'ям і шерстю, розміщується серед каміння. В кладці 2-3 білих яйця, поцяткованих червоними плямками. За сезон може вилупитися два виводки.